# Rumba flamenca
Rumba flamenca é um estilo musical considerado um ramo do flamenco. Costuma empregar vozes tanto masculinas como femininas, bem como execuções puramente instrumentais. Este estilo, como seu nome o indica, se originou a partir da mistura do flamenco com a rumba cubana. Está relacionada com a rumba catalã.
Os instrumentos principais da rumba flamenca são as palmas, o violão flamenco e as castanholas. Entre os anos 1970 e os 1980, incorporou-se também o cajón.
Alguns artistas conhecidos que utilizam este gênero, misturado com sons pop, são os Gipsy Kings, Os Chunguitos, Os Chichos, Os Calis, O Fary, Alazán, Ketama com Antonio Carmona, As Grecas, Os Amaya, Manzanita, Melendi, Rumba Três, Os Manolos, Olhos de Bruxo, Açúcar Moreno, Rosario Flores, Lolita Flores, Antonio Flores ou Los Del Río. 
Baluartes da rumba catalã são Antonio González Batista "O Pescaílla", Estopa, e Peret.

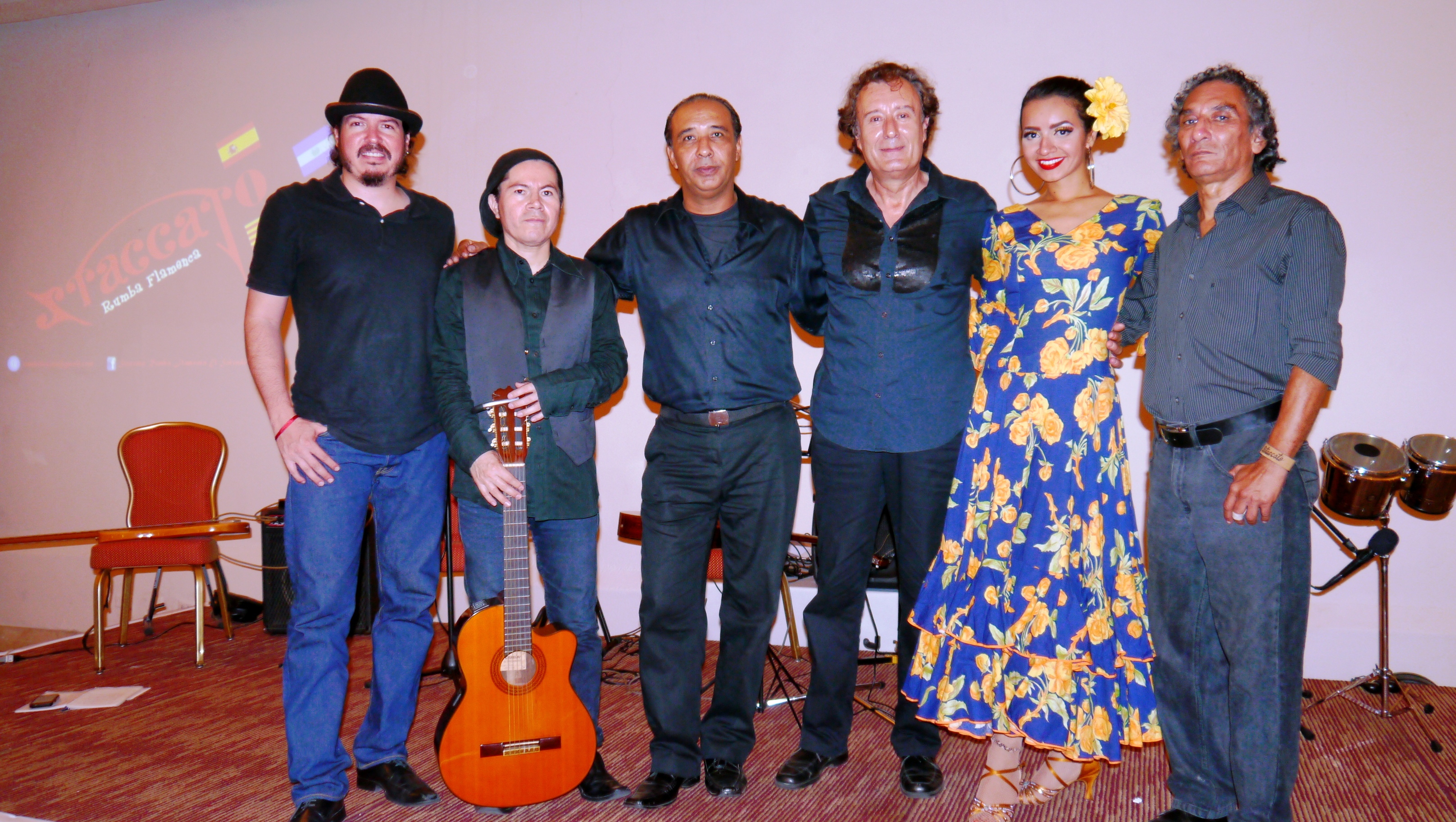
Grupo de rumba flamenca